# Bengala (pirotecnia)

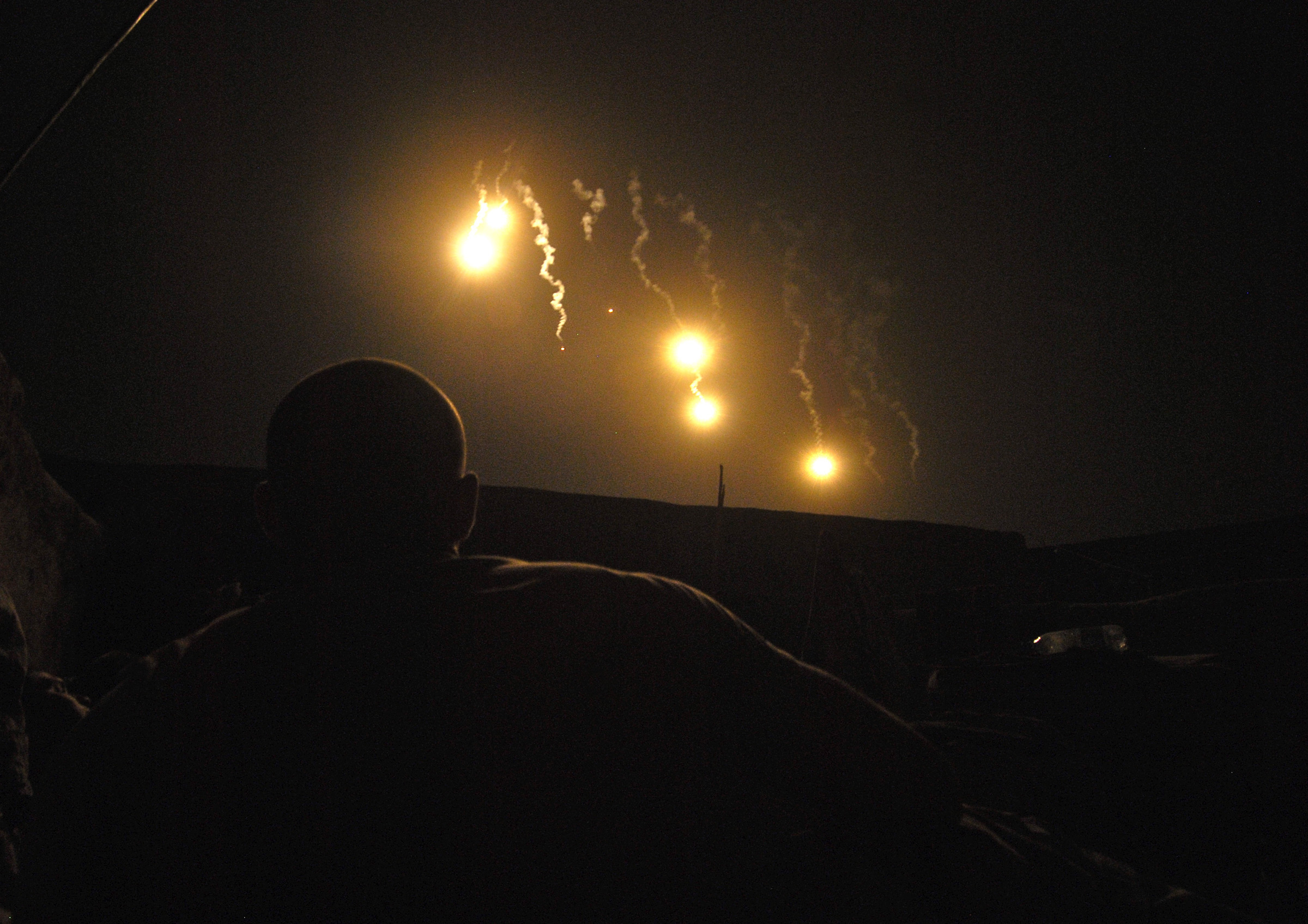
Proyectiles de iluminación disparados por obuses M777 durante la Operación Libertad Duradera. Son usadas para ayudar a iluminar ciertas áreas que los soldados necesitan ver.

Una bengala o luz de Bengala es un elemento pirotécnico que produce una luz muy brillante o intensa. Se utiliza para señalizar, iluminar, señal de ayuda, como elemento defensivo o de contramedidas, y usualmente como elemento para provocar incendios. No es difícil encontrarlas en manifestaciones multitudinarias, disturbios o partidos de fútbol de gran importancia.

## Composición
Las bengalas producen su luz por la combustión de material pirotécnico, mayormente basado en el magnesio, a veces son de colores por la inclusión de colorantes pirotécnicos. Las bengalas de calcio se usan para la iluminación subacuática.